# Krzysztof Komarzewski
Krzysztof Komarzewski (ur. 18 września 1998) – polski piłkarz ręczny, prawoskrzydłowy, zawodnik klubu Wisła Płock.

## Kariera sportowa
Jako junior występował w UKS-ie Conrad Gdańsk i Wybrzeżu Gdańsk. Następnie był zawodnikiem SMS-u Gdańsk, w którego barwach rozegrał w I lidze 28 meczów i zdobył 45 goli. W 2017 trafił do Wybrzeża Gdańsk. W sezonie 2017/2018 wystąpił w 21 spotkaniach Superligi, w których rzucił 25 bramek. Na początku rozgrywek (od września do listopada 2017) treningi w Wybrzeżu łączył z grą na wypożyczeniu w pierwszoligowym SPR GKS Żukowo (dziewięć meczów i 14 goli). W sezonie 2018/2019 rozegrał w Wybrzeżu 33 spotkania i rzucił 97 bramek.
W 2016 uczestniczył w mistrzostwach Europy U-18 w Chorwacji, podczas których rozegrał siedem meczów i rzucił dwa gole. W 2018 wziął udział w mistrzostwach Europy U-20 w Słowenii, w których wystąpił w siedmiu meczach i zdobył dziewięć bramek (skuteczność: 82%) oraz miał jedną asystę.
W reprezentacji Polski zadebiutował 3 stycznia 2019 w przegranym meczu towarzyskim z Białorusią (28:30). Pierwsze pięć bramek w barwach narodowych zdobył 5 stycznia 2019 w wygranym spotkaniu z Arabią Saudyjską (28:19).

## Statystyki
| SMS Gdańsk                      | 2015/2016 | I liga    | 5  | 4   | 0,8 |
| SMS Gdańsk                      | 2016/2017 | I liga    | 23 | 41  | 1,8 |
| Razem                           | Razem     | Razem     | 28 | 45  | 1,6 |
| SR GKS Żukowo                   | 2017/2018 | I liga    | 9  | 14  | 1,6 |
|                                 |           |           |    |     |     |
| Wybrzeże Gdańsk                 | 2017/2018 | Superliga | 21 | 25  | 1,2 |
| Wybrzeże Gdańsk                 | 2018/2019 | Superliga | 33 | 97  | 2,9 |
| Razem                           | Razem     | Razem     | 54 | 122 | 2,3 |
| Stan na koniec sezonu 2018/2019 |           |           |    |     |     |